# 中南大学
中南大学（英語：Central South University），坐落在湖南省长沙市，主校区位于岳麓区麓山南路。
中南大学是中华人民共和国排名前列的高校之一，現時屬於「軟科世界百強大學」，原“985工程”以及“211工程”重点建设大学，教育部直属国家重点大学，“珠峰计划”、“卓越计划”入选高校，“2011计划”首批牵头高校。现属“双一流”建设高校。中南大学学科齐全，以工学和医学见长，拥有完备的有色金属、医学、轨道交通等学科体系，涵盖哲学、经济学、法学、教育学、文学、理学、工学、医学、管理学、艺术学、交叉学科等11大学科门类。学校是学位授权自主审核单位。其前身的湖南医科大学、长沙铁道学院与中南工业大学三校于2000年4月合并组建为中南大学。中南大学拥有25位两院院士校友。

## 历史

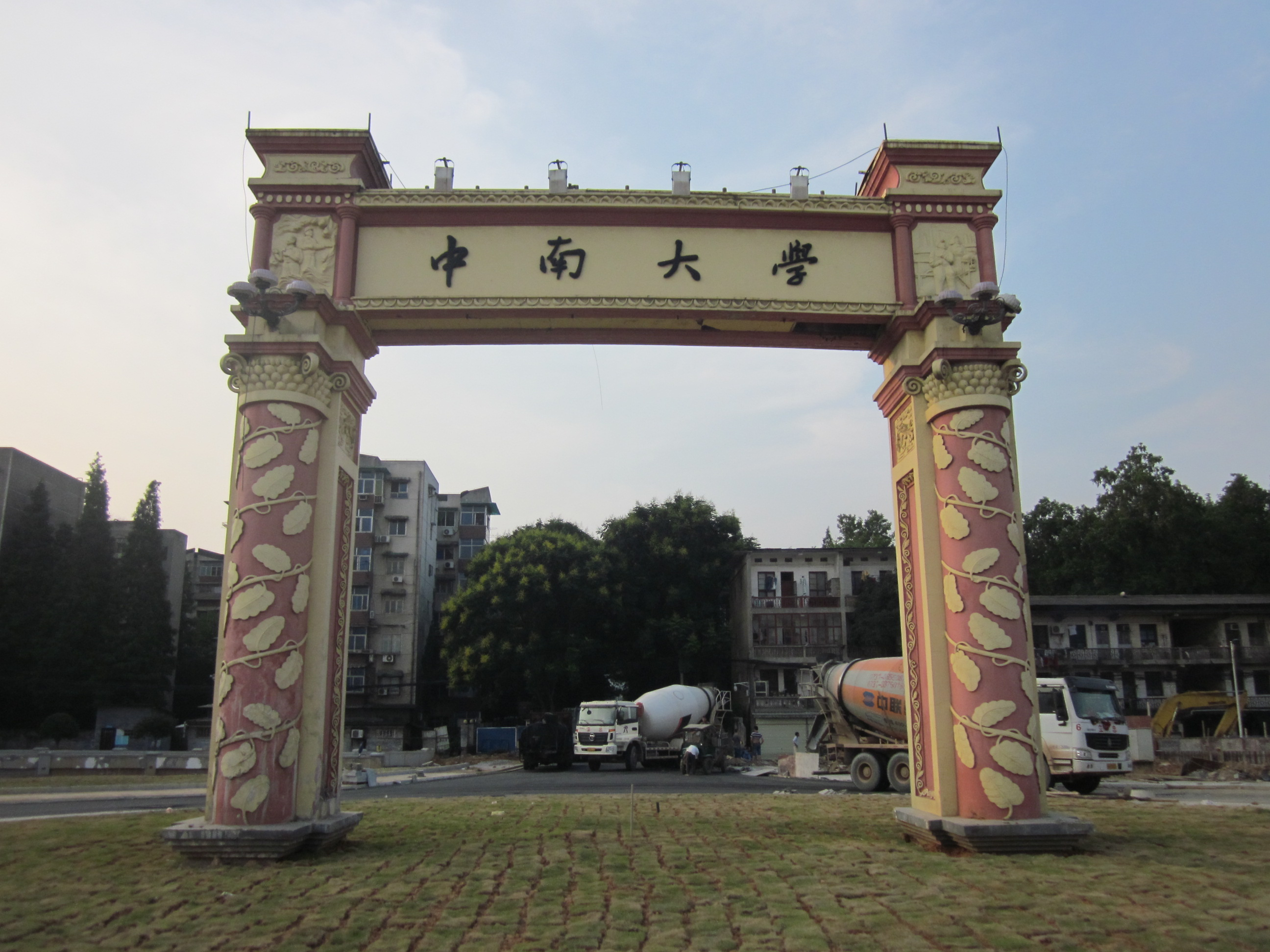
校门

中南大学由湖南医科大学、长沙铁道学院与中南工业大学于2000年4月29日合并组建而成。
- 原中南工业大学的前身是中南矿冶学院，于1952年由武汉大学、中山大学、湖南大学、广西大学、南昌大学和北京工业学院（现北京理工大学）的矿冶系（科）合并而成。1960年被确定为全国重点大学。1985年7月改名中南工业大学。1996年通过立项审核进入国家211工程重点建设行列，1998年由中国有色金属工业总公司划转至教育部直属。中南工业大学的主体学科最早溯源于1903年创办的湖南高等实业学堂的矿科。[7]
- 原湖南医科大学的前身为湘雅医科大学，由湖南育群学会与美国“雅礼协会”创建于1914年，是中国创办最早的西医高等学校之一，享有“南湘雅、北协和”的盛誉，为美国耶鲁大学在华唯一的姊妹学校。1996年通过211工程部门预审并以部省共建形式进行建设，隶属于卫生部。
- 原长沙铁道学院的前身是1953年全国院系调整时组建的中南土木建筑学院，1960年以成建制的三个系和部分教研室为基础，另辟校址成立，隶属于铁道部。长沙铁道学院的主题学科最早溯源于1903年创办的湖南高等实业学堂的路科。[7]

## 现状
中南大学学科涵盖哲学、经济学、法学、教育学、文学、历史学、理学、工学、农学、医学、管理学、艺术学等十二大门类，以工学和医学见长，是目前世界上唯一一所产业链学科齐全的大学；拥有6个一级学科国家重点学科（涵盖二级学科21个），12个二级学科国家重点学科，1个国家重点（培育）学科。学校下设30个二级学院，有本科专业104个。是中国大陆56所设有研究生院大学之一，拥有博士学位授权一级学科35个，硕士学位授权一级学科46个；有博士后科研流动站32个。
中南大学拥有2个国家协同创新中心、4个国家重点实验室、6个国家工程研究中心、5个国家工程实验室、2个国家工程技术研究中心、3个国家临床医学研究中心和1个国防科技重点实验室；有4个国家级创新群体、1个国家级大学科技园、5个国家级人才培养基地和课程教学基地；现有中国科学院院士1人，中国工程院院士17人，教授及其他正高职称人员1500余人。现有全日制在校学生6万多名，其中本科生3.4万余人、研究生2.3万余人、留学生2千余人。来自全国34个省市直辖市及自治区和世界30多个国家与地区。
中南大学现占地面积323万平方米，学校产权建筑面积161万平方米，教学科研等仪器设备总值近6.7亿元；图书馆建筑面积4.2万平方米，总藏纸质图书542.81万册，并已实现信息数字化和管理自动化。2005年规划建立新校区，规划用地140.56公顷，规划建筑面积82.4988万平方米，并已于2009年投入使用。

## 现有校区
原有校区分别为校本部校区、南校区、新校区、湘雅老校区、湘雅新校区和铁道校区。2025年1月18日，经过前期工作和网络意见征集，原校区改为现名。

### 岳麓山校区

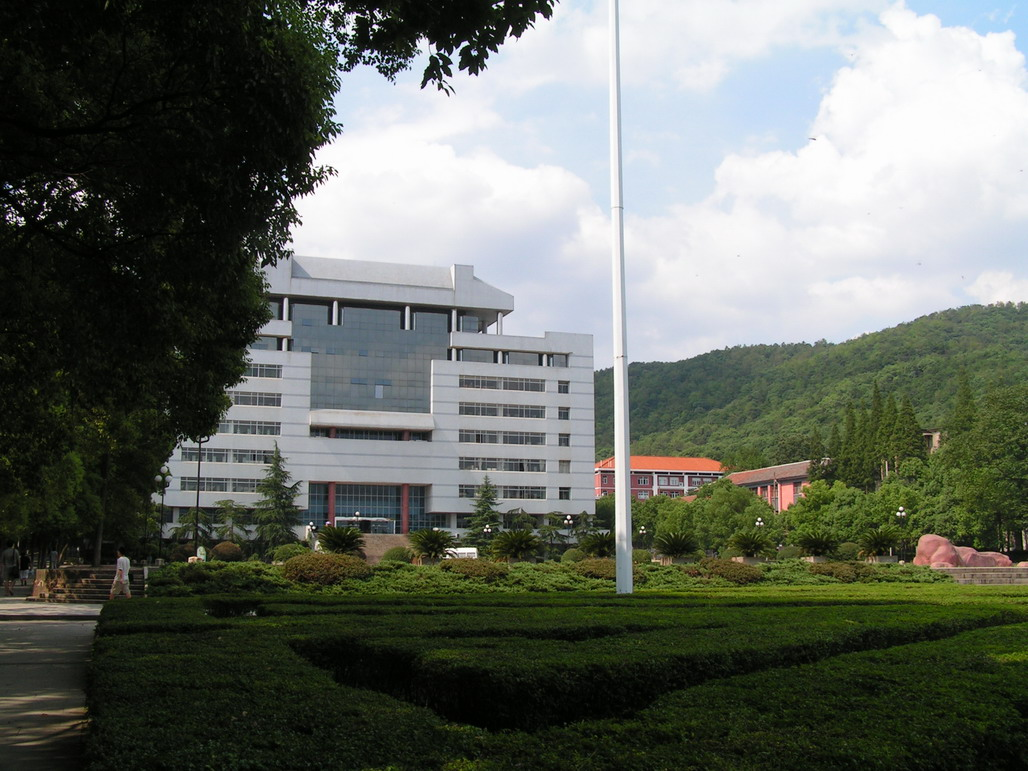
中南大学校本部图书馆

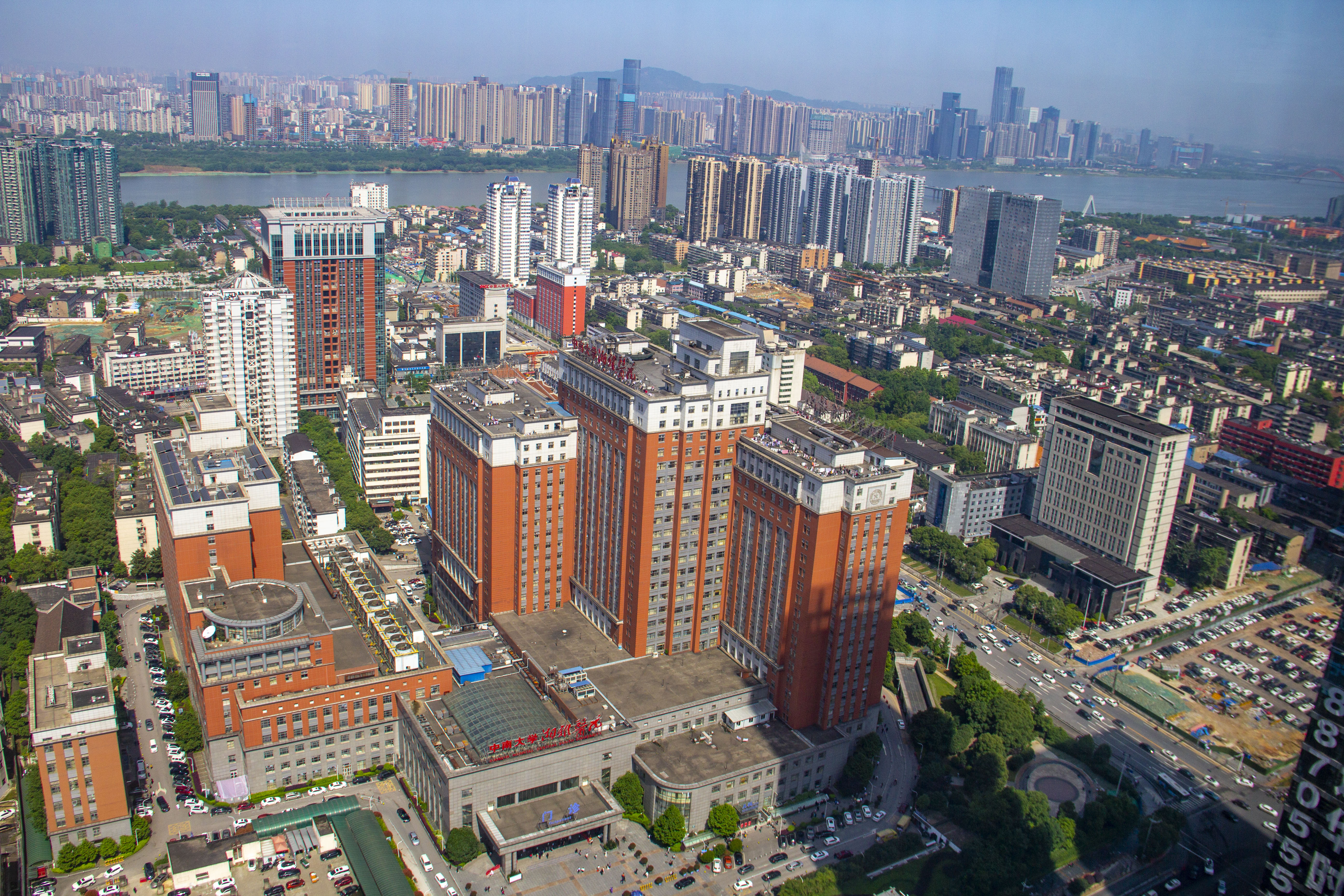
湘雅医院和湘雅医学院老校区

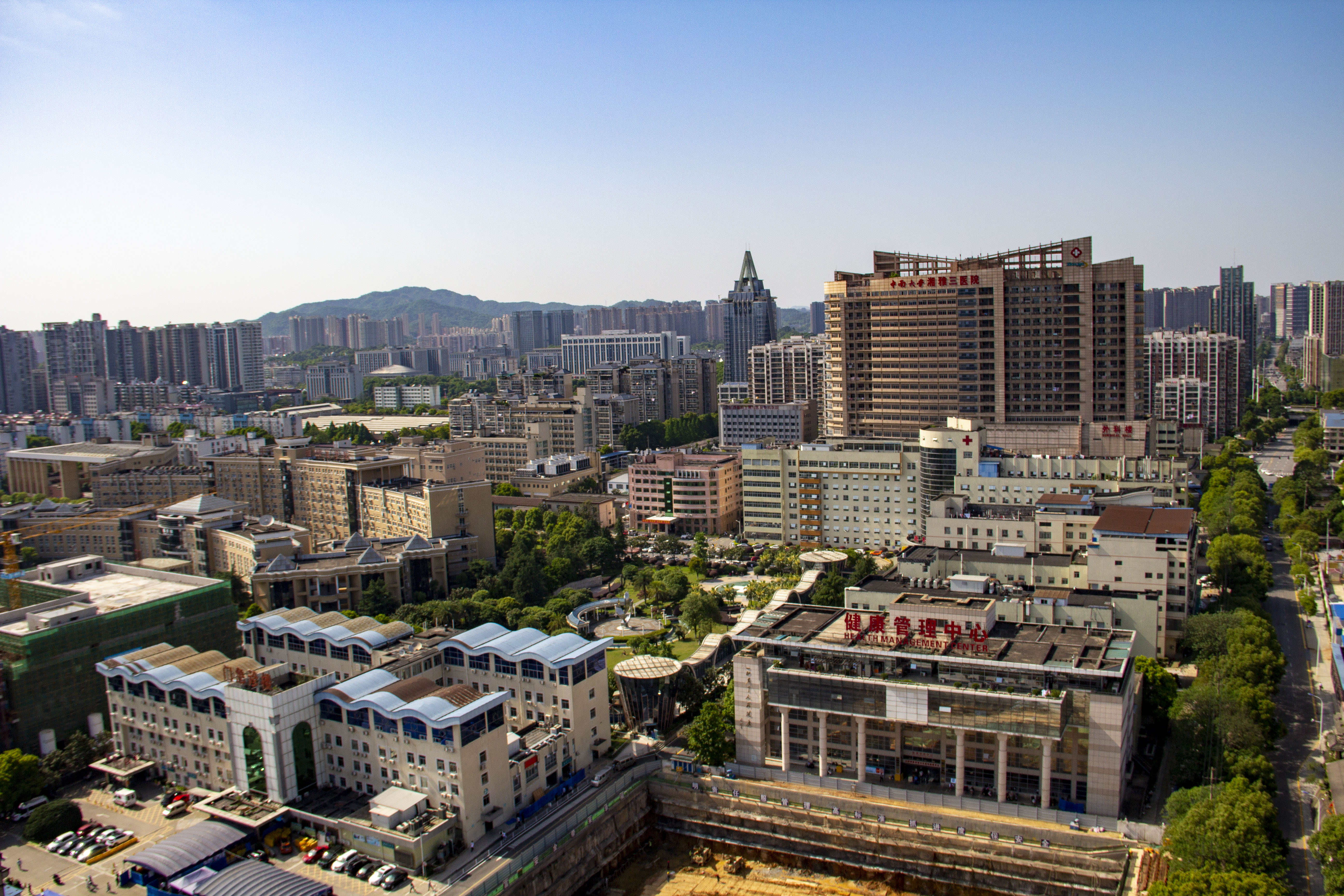
湘雅医学院新校区和湘雅三医院

原名校本部。中南大学校本部即原中南工业大学校区，坐落在岳麓山脚下，位于岳麓区麓山南路。校区在清华大学抗战南迁时留下的“民主楼”、“和平楼”等校舍基础上建成，建筑风格大多系红砖古朴的苏式建筑。校区目前是学校主校区及行政机构所在地，功能以高年级本科生教学与研究生教学科研为主。非医学专业的二级学院及科研机构大多在此校区办公。

### 麓南校区
原名南校区。麓南校区为原长沙工业高等专科学校校区，紧邻校本部，现主要为升华学生公寓所在地。文学院，法学院及马克思主义学院等院系已搬入该校区，全校所有专业低年级本科生全部入住南校区。一些本科生会在高年级阶段搬离去其他校区的宿舍区。

### 潇湘校区
原名新校区。潇湘校区位于湘江河畔，与南校区毗邻，于2009年启用
，全校所有专业低年级本科生全部在新校区上课。位于新校区的中南大学体育场建成于2008年，可容纳20000人，平日是中南大学重大活动的使用场所（校运动会，军训等），同时该体育场也是中甲联赛球队湖南湘涛队的主场之一，举办了2011赛季、2012赛季和2014赛季湖南湘涛队的部分主场比赛。其中，湘涛队曾在此体育场创造了主场“连续16场比赛不败”的神话，而被湘涛球迷视为福地，并将这段时期称之为“中南不败”。位于新校区的二级学院有地球科学与信息物理学院、冶金与环境学院、体育教研部、外国语学院、机电工程学院、计算机学院、物理与电子学院、数学与统计学院、化学化工学院、建筑与艺术学院。该校区的图书馆2010年获鲁班奖。2011年综合教学楼建设项目获全国建筑工程设计一等奖

### 开福校区
原名湘雅医学院老校区。开福校区即原湖南医科大学校区，拥有百年历史，与中南大学湘雅医院毗邻，位于河东开福区湘雅路，为部分医学研究生学习生活的校区。

### 杏林校区
原名湘雅医学院新校区。杏林校区位于岳麓区桐梓坡路，紧邻中南大学湘雅三医院，主要作为医学专业高年级本科生生活学习之地。

### 天心校区

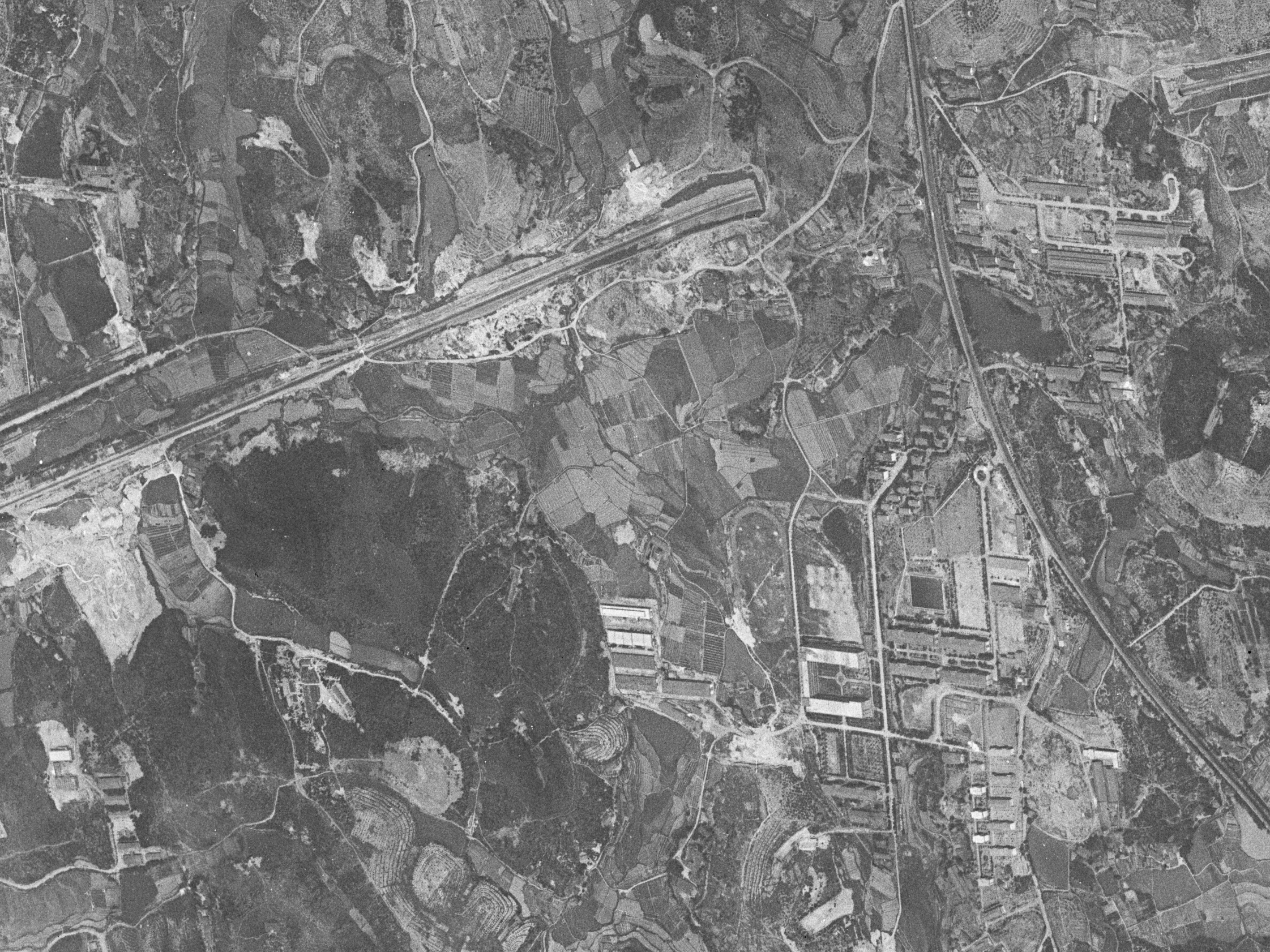
长沙铁道学院校区卫星图（1967年）

原名铁道校区。天心校区位于天心区韶山南路，为原长沙铁道学院校区，主要为土木、交通运输、软件和建筑专业的高年级本科生及研究生生活学习的地方。学校周边设施齐全，交通十分便利。已开通直达市中心的地铁线路(1号线)(参见 长沙地铁)

## 国家重点学科

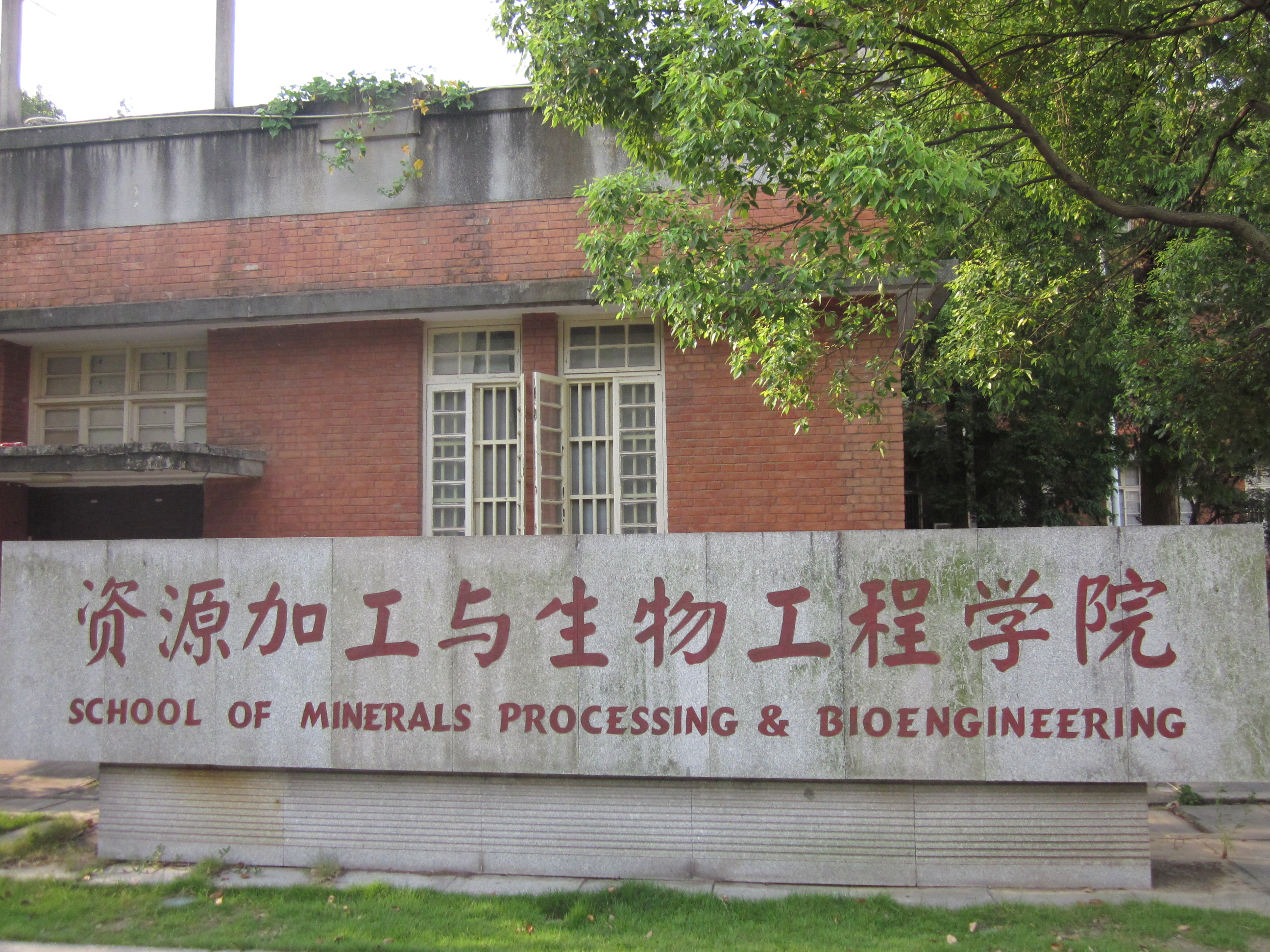
资源加工与生物工程学院

### 一级学科国家重点学科（6个）
- 机械工程
- 材料科学与工程
- 土木工程
- 矿业工程
- 交通运输工程
- 管理科学与工程

### 二级学科国家重点学科（12个）
- 概率论与数理统计
- 遗传学
- 有色金属冶金
- 控制理论与控制工程
- 地球探测与信息技术
- 病理学与病理生理学
- 内科学（内分泌与代谢病）
- 神经病学
- 精神病与精神卫生学
- 外科学（胸心外）
- 耳鼻咽喉科学
- 药理学

### 国家重点（培育）学科（1个）
- 外科学（普外）[12]

## 学科成果

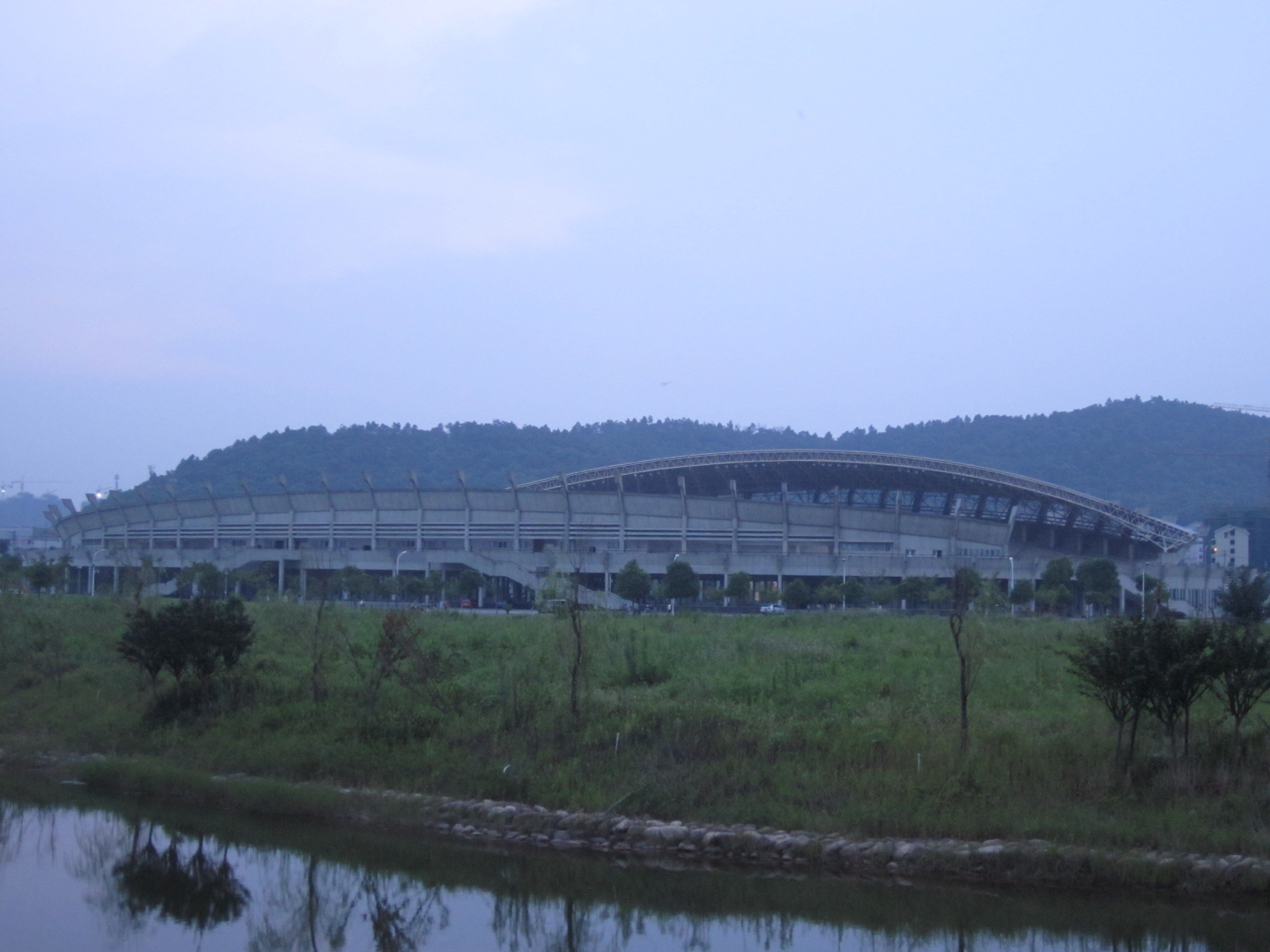
新校区体育馆

中南大学在材料工程、冶金工程、矿物工程、复杂高端装备制造、高速铁路技术、土木桥隧工程、医学、军工等领域具有较强实力，在有色金属，高速铁路轨道、车辆，以及基础医学领域已具备世界一流水平。
| 学科           | 创始人                         | 世界排行 |
| -------------- | ------------------------------ | --- |
| 生物冶金       | 王淀佐                         | 在金属材料领域属于亚洲第一                                                                                                 |
| 世界前金氏理论 | 金展鹏                         | 与美国国家标准与技术研究院、英国伯明翰大学、俄罗斯莫斯科大学并称。                                                         |
| 地洼学派       | 陈国达                         | 与19世纪发现的地槽、地台学一同被称为大陆地壳第三构造单元；与20世纪的板块学说一同被誉为地理学领域在20世纪的两块里程碑之一。 |
| 侯氏定理       | 侯振挺                         | 与陈景润的“哥德巴赫猜想”齐名，在数学界有“北陈南侯”之称                                                                     |
| 湘雅学派       | 张孝骞、汤飞凡、谢少文、李振翩 | 在中国被誉为“南湘雅，北协和”                                                                                               |
| 生物医学       | 汤飞凡、张孝骞                 | 他俩领导微生物学和内科学位于世界前列                                                                                       |
| 军工国防       | 张兴铃                         | 中国国内爆炸物理学领军人                                                                                                   |

中南大学自2000年来，共获国家科技三大奖43项，居全国高校第2位。其中一等奖3项，居全国高校第1位。其中科研成果“C/C复合材料航空刹车副国家重点工业性实验项目”于2004获国家科技发明一等奖，结束了该奖项连续六年之久的空缺局面。自教育部推出“中国高校十大科技进展”以来，中南大学有7项成果入选，居全国高校第3位。

## 学术期刊

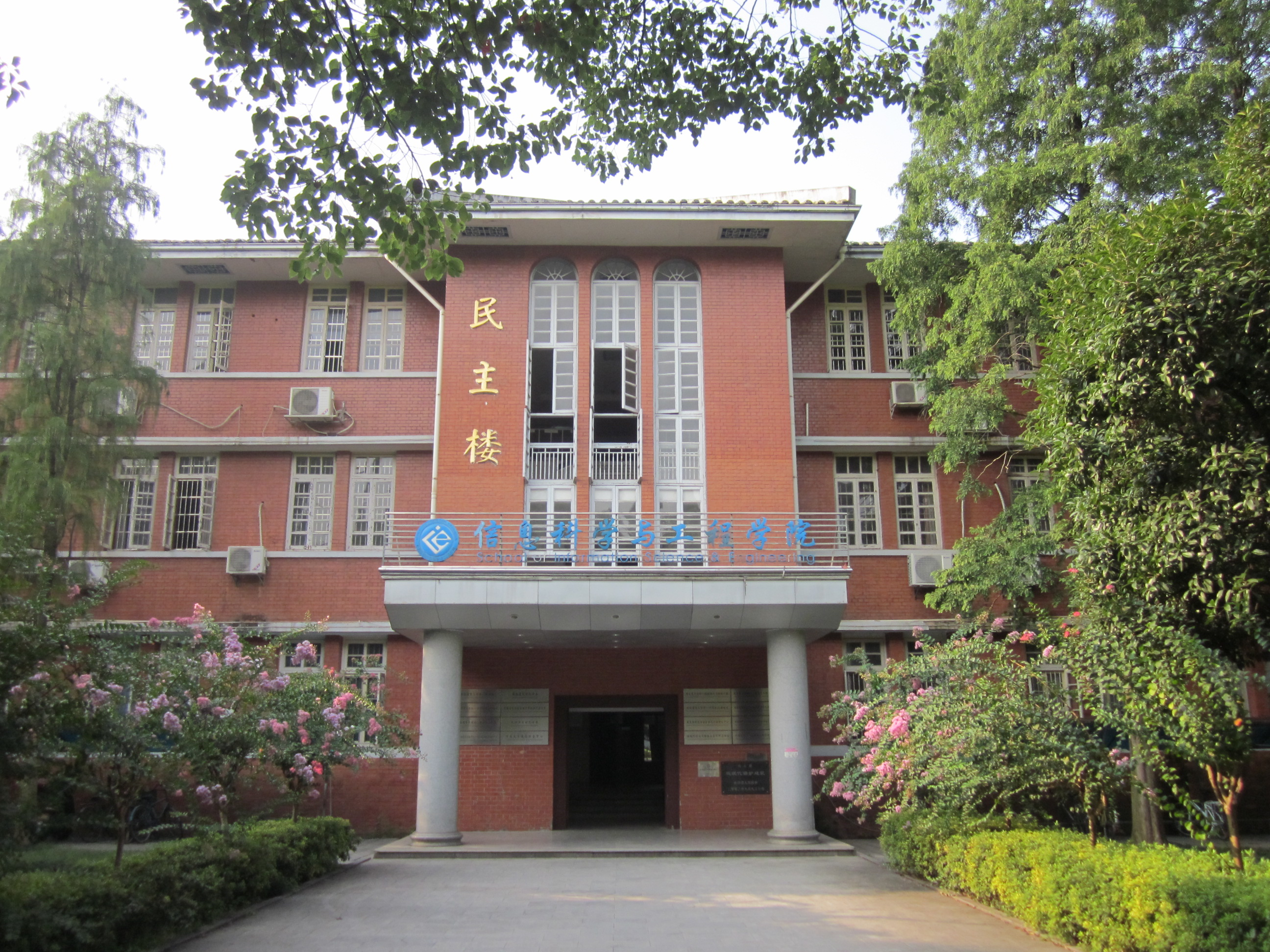
民主楼

中南大学学术期刊有《中国有色金属学报》中、英文版；《中南大学学报》自然科学版、英文版、医学版和社会科学版，《国际病理科学与临床杂志》等学术刊物。
《中南大学学报（自然科学版）》和《中国有色金属学报》中、英文版是中国有色金属学会主办、中南大学承办的、以有色金属材料和冶金学科为主的两种综合性学术期刊。 2009年11月27日，中国科学技术信息研究所在北京举行“2008中国科技论文统计结果发布会”，其公布的“2008年中国百种杰出学术期刊”名单中，中南大学有两种学术期刊榜上有名，即《中国有色金属学报》和《中南大学学报(自然科学版)》。其中，《中国有色金属学报》是连续第7次获此殊荣。在此次发布的2009年版《中国科技期刊引证报告（核心版）》中，《中国有色金属学报》的主要期刊指标影响因子为0.799，总被引频次为2620，均居冶金工程技术类期刊第1位，综合评价总分在1868种统计源期刊中排名第14位。《中国有色金属学报（英文版）》Transactions of Nonferrous Metals Society of China)在2008年主要期刊指标取得显著增长，其影响因子为0.752，总被引频次为963，综合评价总分排名居冶金工程技术类期刊第3位，在1868种统计源期刊中总排名第115位。
《中南大学学报(自然科学版)》的影响因子和总被引频次分别为0.646和1069次，综合评价总分在理工大学学报、工业综合类期刊中排名第4位，在1868种统计源期刊中总排名第125位。其英文版《Journal of Central South University of technology》是国内为数不多的被SCI扩展版和EI核心库收录的高校学报。
《中国有色金属学报》被列为2003-2006年度百种中国杰出学术期刊，被EI核心库收录，其英文版《Transactions of Nonferrous Metals Society of China》被SCI扩展版和EI核心库收录。
《中南大学学报》医学版是中国生物医学核心期刊，被美国医学索引（IM，MEDLINE）、荷兰医学文摘（EM）、美国化学文摘（CA）、美国生物学文摘（BA）及中国科学引文索引（核心库）等国内外知名检索系统收录。
《中南大学学报》社会科学版是中国人文社科学报核心期刊，其论文常被《新华文摘》《中国社会科学文摘》《人大复印资料》等有影响的文摘类刊物转摘或全文转载。
《国际病理科学与临床杂志》是中国科技论文统计源期刊（中国科技核心期刊），被美国《化学文摘》收录。

## 科研机构

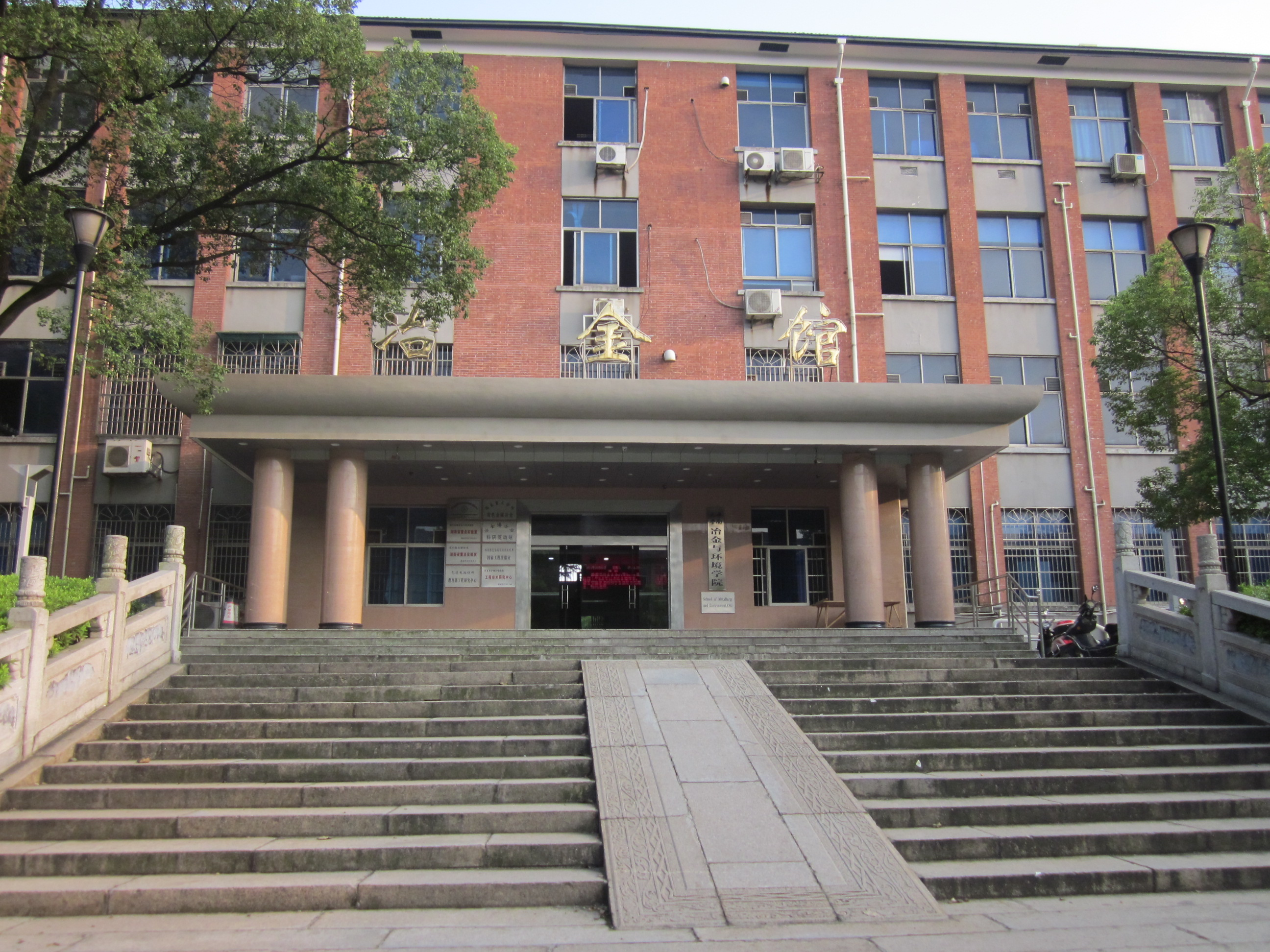
冶金馆

### 国家级科研平台
- 粉末冶金国家重点实验室
- 高性能复杂制造国家重点实验室
- 粉末冶金国家工程研究中心
- 人类干细胞国家工程研究中心
- 高速铁路建造技术国家工程实验室
- 难冶有色金属资源高效利用国家工程实验室
- 轻质高强结构材料国防科技重点实验室
- 国家重金属污染防治工程技术研究中心

### 中央军委
- 国防科学技术研究院

### 教育部、国家外专局（111创新引智计划项目）

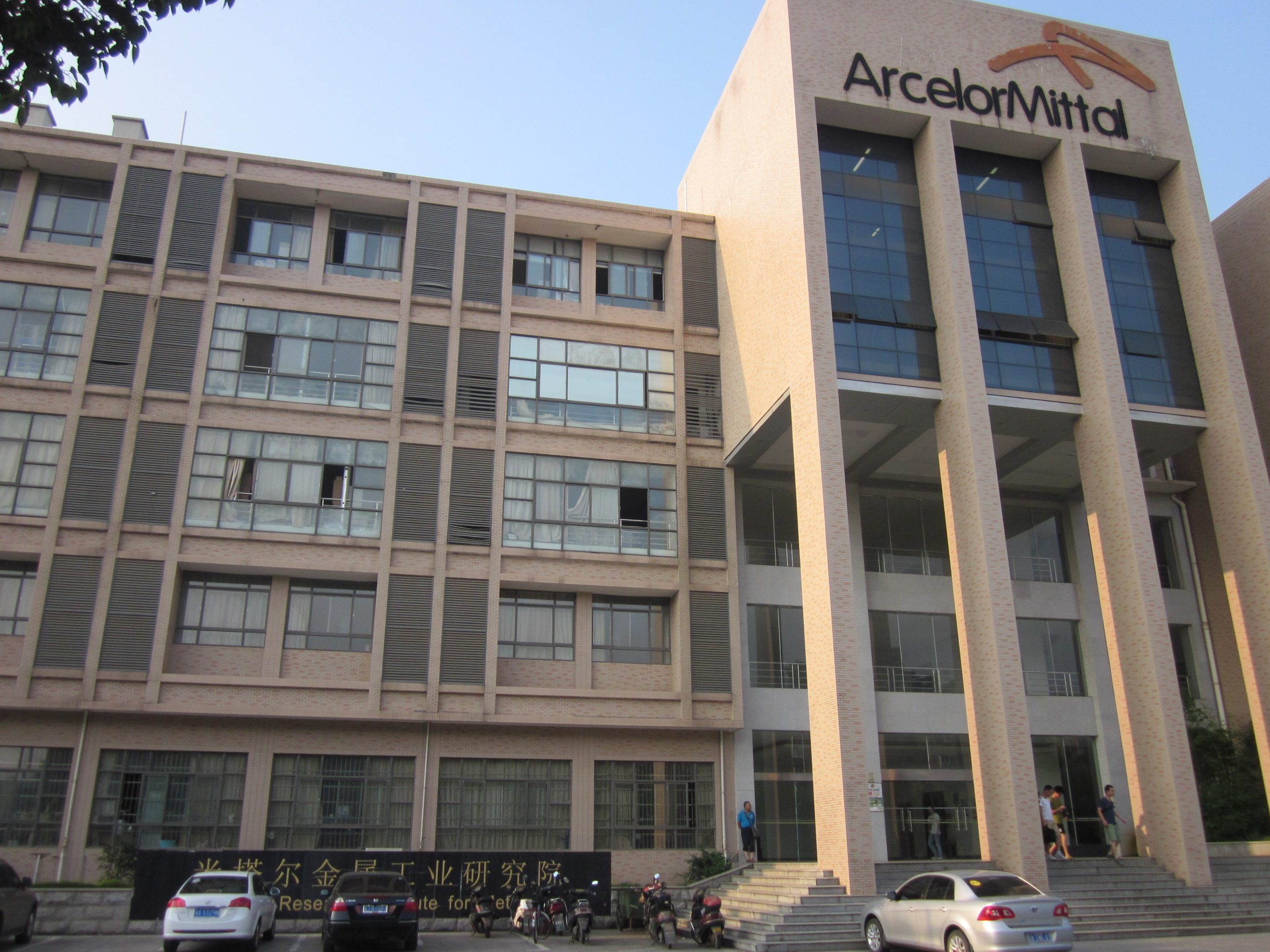
米塔尔金属工业研究院

- 金属材料基因工程创新引智平台
- 癌变与侵袭原理创新引智基地
- 化学生物学与创新药物创新引智基地
- 生物冶金科学与技术创新引智基地
- 粉末冶金科学与技术创新引智平台

### 教育部重点实验室、工程研究中心
- 重载铁路工程结构教育部重点实验室
- 糖尿病免疫学教育部重点实验室
- 有色金属成矿预测教育部重点实验室
- 有色金属资源化学教育部重点实验室
- 现代复杂装备设计与极端制造教育部重点实验室
- 轨道交通安全教育部重点实验室
- 生物冶金教育部重点实验室
- 癌变与侵袭原理教育部重点实验室
- 有色金属材料与工程教育部重点实验室
- 教育部中国人类遗传相关疾病资源库及共享信息平台
- 教育部铝合金强流变技术与装备工程研究中心
- 教育部有色冶金自动化工程研究中心
- 教育部先进电池材料工程研究中心
- 教育部药物基因组应用技术工程研究中心

### 卫生部重点实验室、研究中心
- 卫生部癌变原理重点实验室
- 卫生部肿瘤蛋白质组学重点实验室
- 卫生部纳米生物技术重点实验室

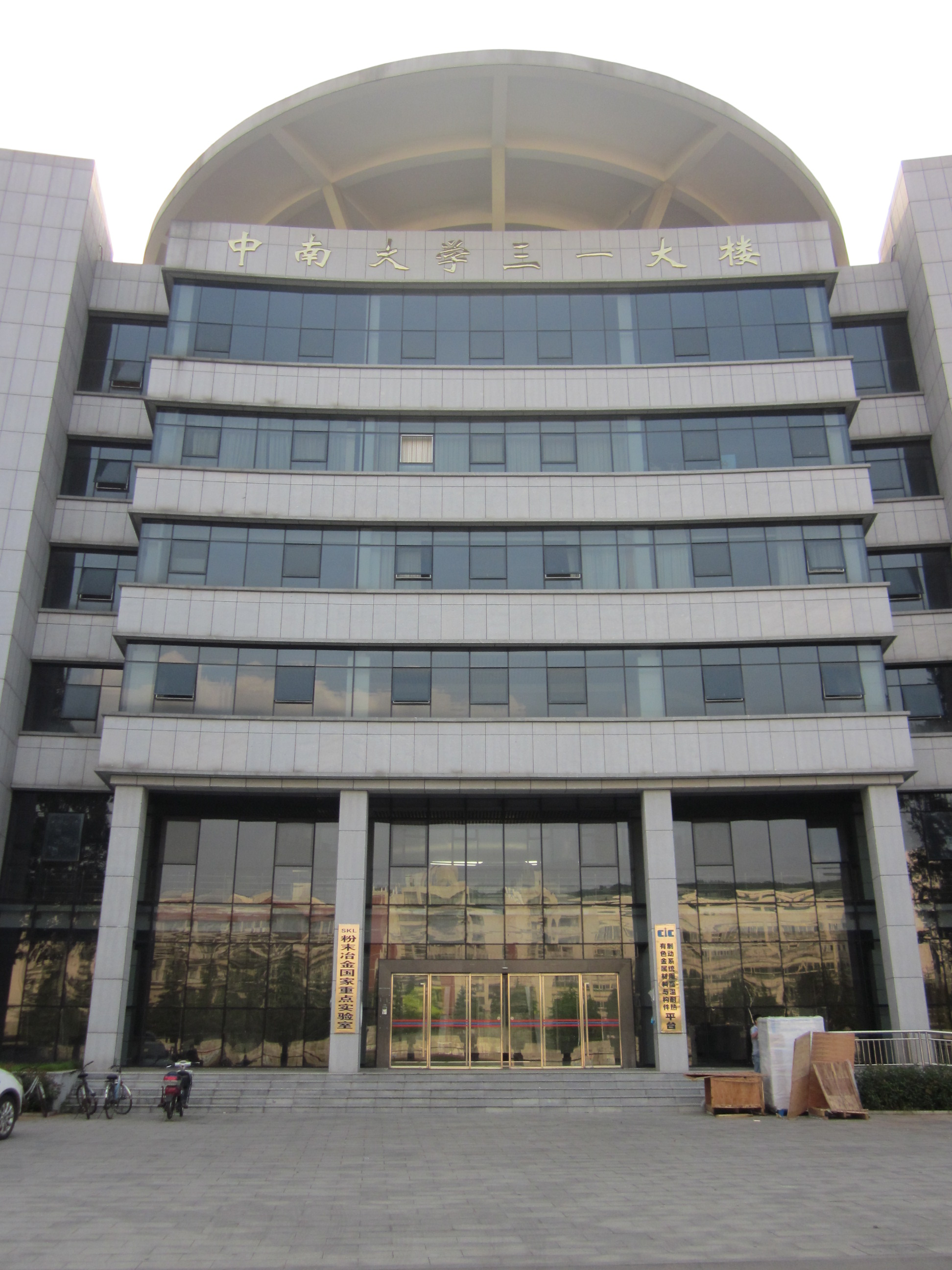
三一大楼

- 卫生部人类干细胞与生殖工程重点实验室
- 卫生部肝胆肠外科研究中心
- 卫生部移植医学工程技术研究中心

### 铁道部研究中心
- 铁道部高速列车研究中心

### 国家环保总局研究中心
- 国家环境保护有色金属冶金污染控制工程技术中心
- 国家金属矿安全科学技术研究中心

### 中国有色金属工业协会实验室、研究中心

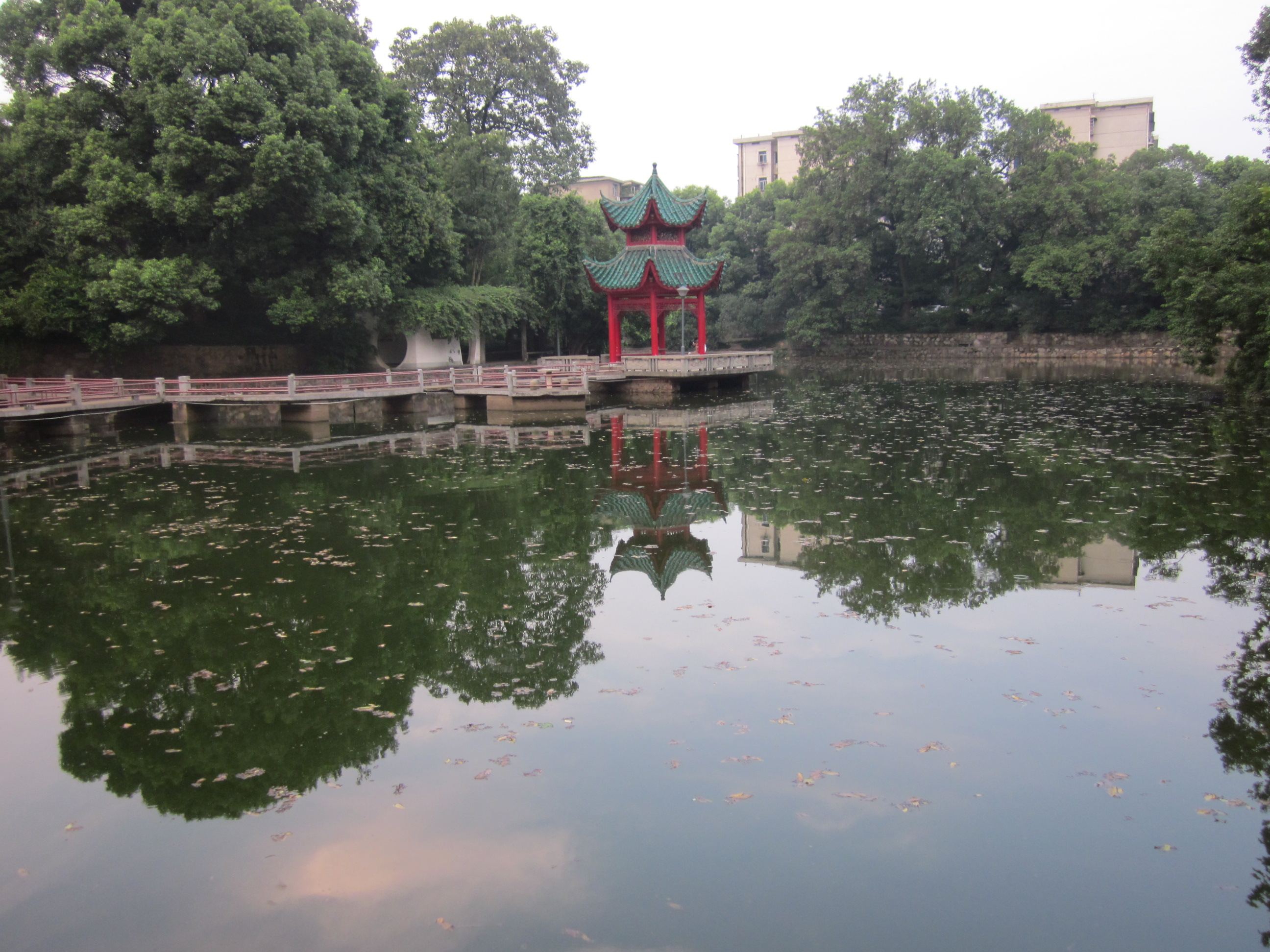
校园池塘

- 中国有色金属信息物理工程研究中心
- 冶金分离科学与工程重点实验室
- 矿产资源生物技术与加工重点实验室
- 金属塑性加工摩擦润滑重点实验室
- 中国有色金属开放实验室

### 湖南省重点实验室、工程研究中心
- 有色金属材料与工程湖南重点实验室
- 耳鼻咽喉重大疾病研究湖南省重点实验室
- 心血管研究湖南省重点实验室
- 有色资源与水害探查湖南省重点实验室

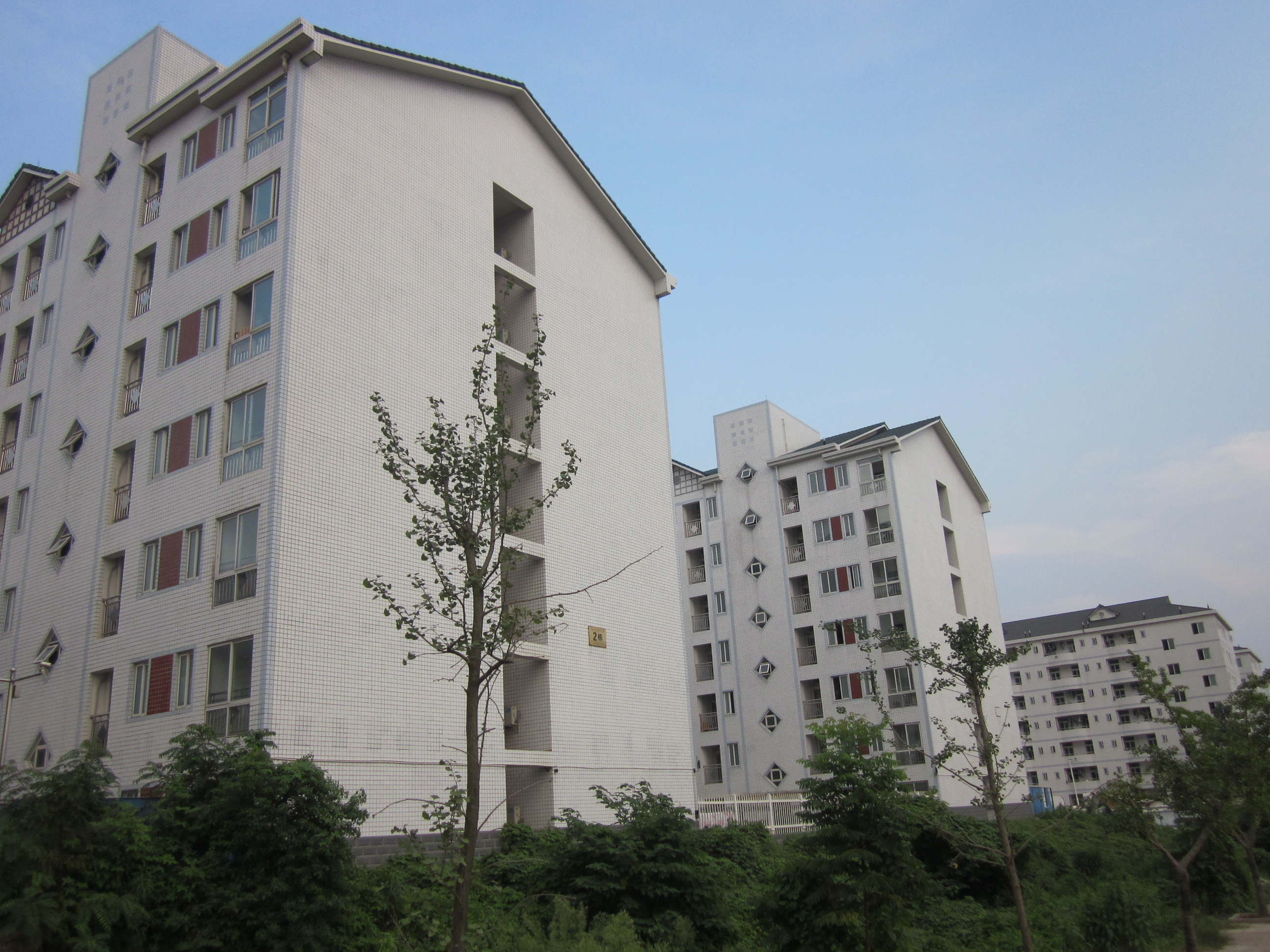
宿舍

- 深部资源开发与灾害控制湖南省重点实验室
- 肾脏疾病与血液净化学湖南省重点实验室
- 湖南省高校土木工程科学安全重点实验室
- 湖南省高校遗传药理学重点实验室
- 医学表观基因组学湖南省重点实验室
- 流程工业节能技术湖南省重点实验室
- 非可控炎症与肿瘤湖南省重点实验室
- 肿瘤模型与个体化诊治研究湖南省重点实验室
- 湖南省矿冶生物工程研究中心
- 湖南省移植医学工程技术研究中心
- 湖南省地理空间信息技术研究中心
- 湖南省纳米材料工程技术联合研究中心
- 湖南省干细胞工程技术研究中心
- 湖南省马王堆古尸和文物研究保护中心
- 湖南省肝硬化门脉高压症治疗研究中心
- 湖南省干细胞工程研究中心
- 湖南省亚健康诊断与干预工程技术研究中心
- 湖南节能评价技术研究中心
- 湖南省地源热泵工程技术研究中心

## 知名校友

### 学界
- 高镜朗（1892～1983）：中国儿科医学界的一代宗师；
- 应元岳（1896～1991）：内科专家和热带病学家，首先在中国大陆发现肺吸虫病；
- 汤飞凡（1897～1958）：中国科学院院士，病毒学与微生物学家，首次分离出沙眼衣原体，是世界上发现重要病原体的第一个中国人；
- 张孝骞（1897～1987）：中国科学院院士，消化病专家；
- 李振翩（1898～1984）：美籍华人科学家、病毒学与微生物学专家；
- 龙伯坚（1900～1983）：现代医学家，中医医学史专家；
- 卢惠霖（1900～1997）：生物学与医学遗传学、人类优生学家，中国医学遗传学和中国人类优生学的奠基者和见证人；
- 凌敏猷（1902～1991）：一级教授，精神病与精神卫生学专家；曾任湖南省政协副主席，湖南医学院院长；
- 谢少文（1903～1995）：中国科学院院士，病毒学与微生物学家；
- 易见龙（1904～2003）：一级教授，血液生理学专家，是中国输血救伤事业的奠基人、现代血库的创始人；
- 齐镇垣（1906～1976）：一级教授，血液病学专家；
- 潘世宬（1909～1994）：病理生理学、试验肿瘤学家；
- 陈国达（1912～2004）：地质学家，中国科学院学部委员、中国科学院资深院士；
- 陈新民（1912～1992）：冶金物理化学家、教育家和社会活动家，中国科学院学部委员；
- 黄培云（1917～2012）：中国工程院资深院士，粉末冶金学家，是中国粉末冶金学科的奠基者和开拓者之一，1945年在美国麻省理工学院获科学博士学位；
- 曾庆元（1925～2016）：中国工程院院士，长期从事桥梁结构振动与稳定的教学和研究；
- 刘宝琛（1932～2017）：中国工程院院士，波兰科学院外籍院士，岩土工程专家，中国随机介质理论奠基人及其应用的开拓者，长期致力于采矿工程及岩土工程研究；
- 古德生：中国工程院院士，采矿工程专家，国家有突出贡献科技专家；
- 何继善：中国工程院首批院士，的应用地球物理学家、国家教委科技委员会委员、美国勘探地球物理学家协会（SEG）会员；
- 黄伯云：中国工程院院士，在航空制动材料、高温金属间化合物和特种功能材料研究与应用方面开展了许多创造性的工作；
- 金展鹏：中国科学院院士，国际相图计算杂志副主编、美国相平衡杂志顾问编委、亚太材料科学院会员；
- 鞠躬：中国科学院院士，神经解剖学家；
- 刘德培：中国科学院院士，生物化学专家；曾任中国医学科学院院长、中国协和医科大学校长，中国工程院原副院长；
- 刘业翔：中国工程院院士，冶金、材料及工业电化学专家，美国TMS学会资深会员，欧洲ISE会员；
- 邓起东：中国科学院院士，中国地质学会和中国地震学会理事、中国地震学会地震地质专业委员会主任；
- 王淀佐：中国科学院、中国工程院两院院士；中国科学院学部委员、中国工程院首批院士、美国国家工程科学院外籍院士、俄罗斯圣彼得堡工程院院士；曾任中南工业大学校长，中国工程院副院长；
- 夏家辉：中国工程院院士，长期从事人类与医学细胞遗传学研究；
- 姚开泰：中国科学院院士，病理生理学、试验肿瘤专家；
- 曾苏民：中国工程院院士，长期从事精密模锻工程技术研究工作；
- 张文海：中国工程院院士，有色金属冶金专家；
- 余永富：中国工程院院士，中国选矿工程专家；
- 戴永年：中国工程院院士，有色金属真空冶金专家；
- 钟掘：中国工程院院士，长期从事冶金机械的教学与科学研究，国家有突出贡献科技专家；
- 周宏灏：中国工程院院士，中国遗传药理学开拓者和带头人；
- 左铁镛：中国工程院院士，国务院学位委员会学科评议组成员、国家自然科学基金委员会委员、中国材料研究学会副理事长等；
- 张友尚：中国科学院院士，生物化学和分子生物学家；
- 孙永福：中国工程院院士，原铁道部常务副部长；
- 桂卫华，中国工程院院士，有色金属工业自动化专家；
- 田红旗，中国工程院院士，中国工程院副院长，曾任中南大学校长，轨道交通工程技术专家；
- 陈晓红，中国工程院院士，管理科学与工程、工商管理学科的学术带头人；
- 侯振挺：数学家，全国劳动模范，其研究成果被国际数学界称为“侯氏定理”；
- 陈志武：耶鲁大学终身教授，世界知名经济学家；
- 刘斯奇：华大基因副总裁、首席科学家；
- 陈来：清华大学国学研究院院长，当代哲学家；
- 鲁重美：中国协和医科大学副校长，协和医院党委书纪，主任医师，教授。消化内科学家张孝骞教授的关门弟子；
- 李本强：美国密西根大学终身教授、密西根大学迪尔本分校机械工程系系主任；

### 政界
- 郭声琨：中共中央政治局委员、中央书记处书记，中央政法委员会书记，武装警察部队第一政委、党委第一书记，总警监；
- 卢展工：中共十九届中央委员，十三届全国政协副主席，曾任河南省委书记；
- 肖亚庆：中共十九届中央委员，国家市场监督管理总局局长、党组书记；
- 姜异康：全国人大常委会财政经济委员会副主任委员，曾任山东省委书记；
- 王众孚：十一届全国政协常委、经济委员会副主任，曾任国家工商行政管理总局局长；
- 余艳红：国家卫生健康委员会党组成员，国家中医药管理局党组书记、副局长，全国妇联副主席；
- 熊维平：国务院国有重点大型企业监事会主席（副部长级）；
- 黄俊华：广西壮族自治区人民政府副主席、党组成员；
- 陈如桂：深圳市委副书记，市政府市长、党组书记；
- 赵立坚：外交部新闻司副司长，外交部新闻发言人；
- 吴登昌：陕西省委第一巡视组组长，曾任陕西省副省长；
- 梅克保：曾任国家质量监督检验检疫总局副局长、党组副书记；
- 史和平：曾任江苏省人大常委会副主任、党组副书记；

### 企业界
- 梁稳根：三一集团创始人兼董事长,被称为中国股改第一人，2011年福布斯中国富豪榜、胡润中国百富榜内地首富；
- 王传福：比亚迪集团创始人兼董事长，世界电池大王，2009年胡润中国百富榜中国内地首富；
- 孙勤：中国核工业集团公司董事长、党组书记。1981年毕业于中南矿冶学院（中南大学）探矿工程专业；
- 李长进：中国铁路工程总公司董事长、党委副书记兼中国中铁股份有限公司执行董事、董事长、党委书记，1977年至1982年初，就读于原长沙铁道学院（现中南大学铁道校区）铁道工程专业，获学士学位；
- 钟景明：中色（宁夏）东方集团有限公司党委书记；
- 陈佐夫：中国出口信用保险公司党委副书记、纪委书记；
- 路小彦：中国船舶工业集团公司副总经理、党组成员；
- 成辅民：中国黄金集团公司总经理、党委书记；
- 敖宏：中国铝业公司副总经理、党组成员，中国铝业股份有限公司监事会主席；
- 唐修国：三一集团董事，三一集团总裁；
- 毛中吾：三一集团董事、副总裁，兼任三一国际董事会主席以及三一电气董事长；
- 袁金华：三一重工高级副总裁、三一集团董事、三一巴西有限公司董事长；
- 周福贵：三一重工高级副总裁兼三一美国有限公司董事长；
- 杨龙忠：比亚迪集团公司原高级副总裁、营销本部总经理、公司三大创始人之一；
- 刘立荣：深圳金立集团董事长兼总经理，广东湖南商会常务副会长、深圳市手机行业协会会长；
- 何清华：山河智能装备股份有限公司董事长兼总经理；
- 潘爱华：北大未名生物工程集团有限公司董事长；
- 刘秀稳：原联想集团副总裁，现任M3董事长；
- 杨毅：北京鑫恒集团董事长；
- 蔡鸿能：香港百莱玛有限公司董事长；
- 汪建：华大基因董事长，深圳华大基因研究院名誉院长；
- 贺平：汉江集团公司董事长，水利部丹江口水利枢纽管理局局长，南水北调中线水源公司副董事长、党委书记；
- 丁中智：中国石化集团公司外部董事；
- 卫华诚：北京双鹤药业股份有限公司党委书记；

### 文艺界
- 柴静：记者、主持人；
- 王莹：青年女高音歌唱家；
- 韩栋：青年演员；
- 南康 (作家)：网络作家；
- 蒋凡（音乐人）：与非门乐队主唱、三藏梵音乐团成员；

## 排名声誉
根据《基本科学指标》(Essential Science Indicators, 简称ESI)截至2021年1月1日，中南大学有3个学科(领域)进入ESI全球排名前1‰ ,分别为工程学，材料科学，临床医学，位列全国高校并列第11名; 有16个学科(领域)进入ESI全球排名前1%，分别为材料科学、临床医学、化学、工程学、分子生物学与遗传学、生物学与生物化学、神经科学与行为学、药理学与毒理学、计算机科学、地球科学、数学、免疫学、精神病学与心理学、社会科学总论、环境科学与生态学、农业科学，在「双一流」 建设高校中的排名并列第10位。
中南大学是中国大陆自2010年至2020年来发展最迅速的高校之一，根据ESI数据显示，北京时间2018年11月16日，中南大学环境科学与生态学首次进入ESI前1%；2019年1月18日农业科学首次进入ESI全球前1%。至此，中南大学进入ESI世界前1%的学科(领域)总数达到16个，在"双一流” 建设高校中的排名由并列第11位升至并列第10位。
而在2010年，中南大学仅有材料科学、临床医学、工程学和化学等4个学科在ESI排名进入世界前1%，8年间，中南大学ESI世界前1%学科增加了12个，平均一年增加1.5个，增速惊人。根据ESI北京时间2019年9月18日更新数据显示，中南大学临床医学首次进入ESI全球前1‰,成为继材料科学和工程学之后第3个进入ESI全球前1‰的学科。至此，中南大学进入ESI全球前1‰的学科(领域)总数在全国高校中的排名并列第11位。此次数据更新后，数据库检索论文时间段为2009.01.01-2019.06.30。中南大学ESI论文数增至42274篇，引用次数增至442175次，篇均引用次数为10.46次，在进入ESI全球前1%的6081个机构中，学校ESI排名(按总引用数)由2019年7月份的347位升至337位。
2024年软科世界大学学术排名中，中南大学位列国内11名，国际94名。
在2011-2012的中国内地各种大学排行榜中，中南大学基本处于20名左右，其中在
- 武大中国科学评价中心发布2012年“中国重点大学综合竞争力排行榜”中列第19名。[17]
- 中国人民大学高等教育研究室发布的2012年“中国大学50强”中列第23名。[18]
- 中国校友会发布的2012年“中国大学排行榜”中列第16名。[19]
- 网大“中国大学排行榜2011——综合指标排行”中列第22名。[20]
- 武书连“2012年中国大学排行榜”中列第16名。[21]
- 山东省高等教育评估所“中国大学排行榜2012版”中列第15名。[22]

## 参看
- 中华人民共和国教育部直属高等学校列表
- 211工程
- 985工程
- 国家重点学科
- 中华人民共和国国家重点实验室列表